# Pascale Trinquet-Hachin
Pascale Trinquet-Hachin (Marsella, 11 de agosto de 1958) es una deportista francesa que compitió en esgrima, especialista en la modalidad de florete. Participó en dos Juegos Olímpicos de Verano en los años 1980 y 1984, obteniendo tres medallas, dos oros en Moscú 1980 y bronce en Los Ángeles 1984.

## Palmarés internacional
| Juegos Olímpicos | Juegos Olímpicos             | Juegos Olímpicos  | Juegos Olímpicos    |
| Año              | Lugar                        | Medalla           | Prueba              |
| ---------------- | ---------------------------- | ----------------- | ------------------- |
| 1980             | Moscú (URSS)                 | Medalla de oro    | Florete individual  |
| 1980             | Moscú (URSS)                 | Medalla de oro    | Florete por equipos |
| 1984             | Los Ángeles (Estados Unidos) | Medalla de bronce | Florete por equipos |